# Randall A. Ogden

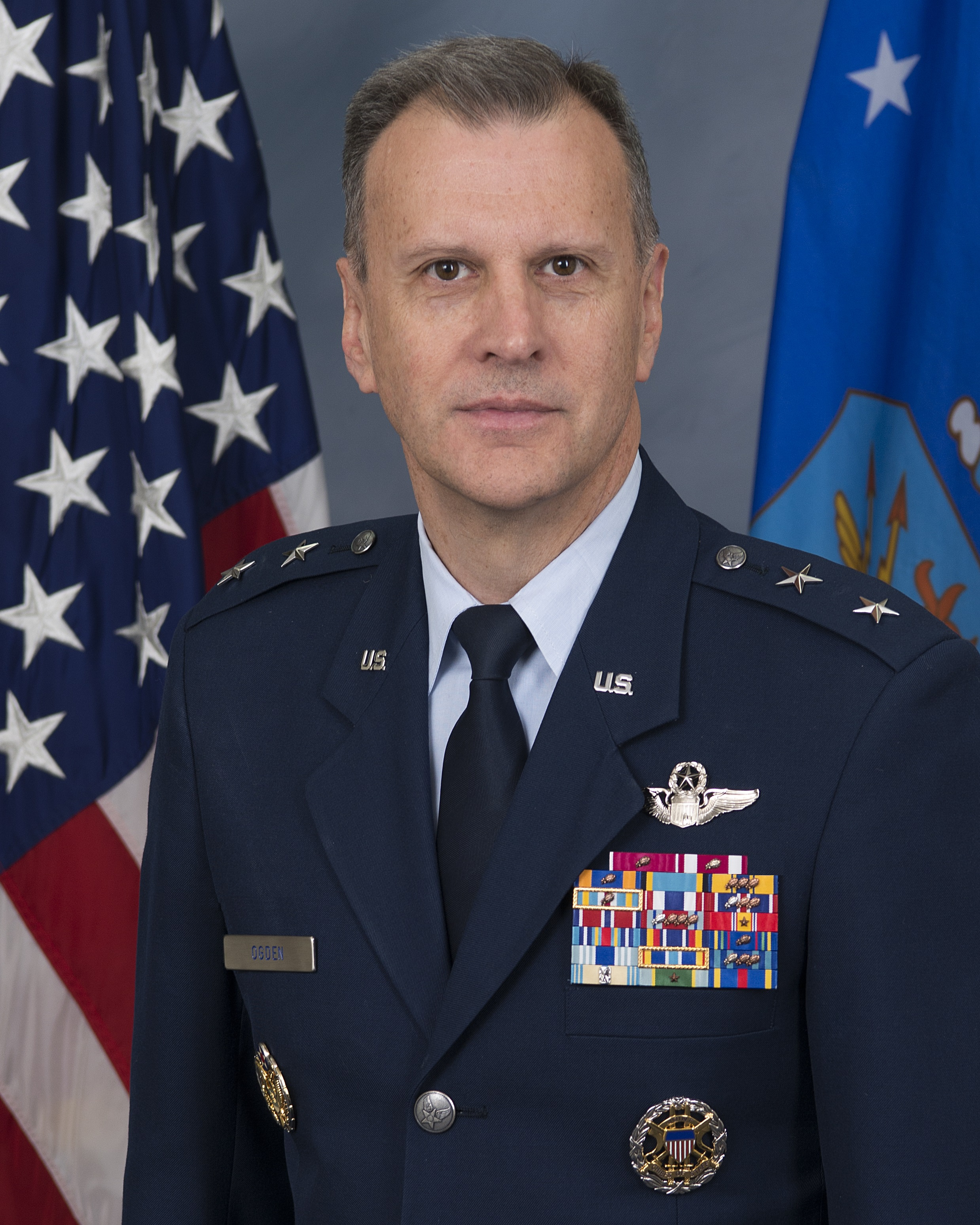
Randall A. Ogden (2016)

Randall A. Ogden (* um 1961) ist ein pensionierter Generalmajor der United States Air Force. Er war unter anderem Kommandeur der 4. Luftflotte.
Über das ROTC-Programm der Portland State University in Oregon gelangte er im Jahr 1983 in das Offizierskorps der United States Air Force. Dort durchlief er anschließend alle Offiziersränge vom Leutnant bis zum Zwei-Sterne-General.
Im Lauf seiner militärischen Karriere absolvierte er verschiedene Kurse und Schulungen. Dazu gehörten unter anderem eine Ausbildung zum Kampf- und Hubschrauberpiloten; die Squadron Officer School auf der Maxwell Air Force Base in Alabama; das Air Command and Staff College und das Air War College, beide über je einen Fernkurs; der Safety and Accident Investigation Board President Course auf der Seymour Johnson Air Force Base in North Carolina; der Director of Mobility Forces Course und der Command Air Forces Senior Staff Course, beide auf dem Hurlburt Field in Florida; das Armed Forces Staff College in Norfolk in Virginia und der CAPSTONE Course an der National Defense University in Washington, D.C. Außerdem erhielt er einen akademischen Grad von der Troy University.
In seinen frühen Jahren als Offizier der Luftwaffe war er auf verschiedenen Stützpunkten stationiert. Dabei war er als Pilot bzw. Hubschrauberpilot, Flugausbilder oder Stabsoffizier bei unterschiedlichen Einheiten tätig. Dazwischen absolvierte er die erwähnten Schulungen. Zwischen Januar 1985 und Dezember 1987 war er in Saragossa in Spanien stationiert. Wenig später war er zwischen Januar 1992 und August 1995 Führungsoffizier der Kadetten, die im Rahmen des ROTC-Programms an der University of Portland, seiner eigenen früheren Ausbildungsstätte, studierten.
In den folgenden Jahren diente Ogden in Reserveeinheiten der Air Force. Zwischen August 2007 und März 2010 kommandierte er als Oberst eine Operations Group des 434. Betankungsgeschwaders. Dabei war er auf der Grissom Air Force Base in Indiana stationiert. Diese Einheit unterstand der 4. Luftflotte. Während dieser Zeit war er zwischen Mai und August 2008 in Kirgisistan Kommandeur der 376. Operations Group, die auf der Manas Air Base stationiert war. Anschließend kehrte er zur Grissom AFB und seiner ihm dort unterstehenden Einheit zurück.
Randall Ogdens nächster Auftrag führte ihn zur Seymour Johnson Air Force Base in North Carolina. Zwischen April 2010 und August 2012 befehligte er dort das 916. Luftbetankungsgeschwader (916th Air Refueling Wing), das ebenfalls der 4. Luftflotte unterstand. Zwischen März und Juli 2012 gehörte er als Deputy Director of Mobility Forces dem Stab der im Nahen Osten stationierten U.S. Air Forces Central an. Danach war er bis zum April 2014 auf der Scott Air Force Base in Illinois Stabsoffizier beim Kommando 618th Air and Space Operations.
Zwischen April 2014 und Juni 2015 war Ogden in unterschiedlichen Funktionen im Stab des Hauptquartiers der Air Force tätig. Danach war er bis zum Februar 2017 Stabsoffizier in der Abteilung J5 der Joint Chiefs of Staff. Am 7. Februar 2017 übernahm er auf der March Air Reserve Base in Kalifornien als Nachfolger von John C. Flournoy Jr. das Kommando über die 4. Luftflotte (Fourth Air Force). Dieses Amt bekleidete er bis zum 7. April 2020 als Jeffrey T. Pennington seine Nachfolge antrat. Anschließend schied er aus dem Militärdienst aus.
Während seiner aktiven Zeit als Militärpilot absolvierte er über 4500 Flugstunden auf verschiedenen Flugzeug- und Hubschraubertypen.

## Daten der Beförderungen
| Abzeichen | Rang               | Jahr              |
| --------- | ------------------ | ----------------- |
|           | Second Lieutenant  | 18. November 1983 |
|           | First Lieutenant   | 18. November 1985 |
|           | Captain            | 18. November 1987 |
|           | Major              | 1. Oktober 1997   |
|           | Lieutenant Colonel | 4. September 2003 |
|           | Colonel            | 21. August 2007   |
|           | Brigadier General  | 3. Januar 2014    |
|           | Major General      | 7. Dezember 2016  |

## Orden und Auszeichnungen
Randall Ogden erhielt im Lauf seiner militärischen Laufbahn unter anderem folgende Auszeichnungen:
- Legion of Merit
- Meritorious Service Medal
- Air Medal
- Aerial Achievement Medal
- Air Force Commendation Medal
- Joint Meritorious Unit Award
- Air Force Outstanding Unit Award
- Air Force Organizational Excellence Award
- Combat Readiness Medal
- National Defense Service Medal